# 莫尔贡焦里
莫尔贡焦里（義大利語：Morgongiori），是意大利奥里斯塔诺省的一个市镇。总面积45.28平方公里，人口815人，人口密度18.0人/平方公里（2009年）。ISTAT代码为095030。